# Taylor Brown
Pour les articles homonymes, voir Brown.
Taylor Brown, né le 18 octobre 1982 en Géorgie, est un écrivain américain.

## Œuvres

### Romans
- (en) In the Season of Blood and Gold, Press 53, 2014
- La Poudre et la cendre, Autrement, 2017 ((en) Fallen Land, St. Martin's Press, 2016), trad. Mathilde Bach, 381 p.  (ISBN 978-2746742604)
- (en) The River of Kings, St. Martin's Press, 2017